# Chiesa dell'Annunciazione (Corte)
La chiesa dell'Annunciazione (Église de l'Annonciation in francese) è il principale edificio di culto cattolico della cittadina còrsa di Corte. La chiesa, ad eccezione della facciata, è stata iscritta nel registro dei monumenti storici di Francia il 2 maggio 1973.

## Storia
La chiesa fu costruita tra il 1450 ed il 1459 su iniziativa del vescovo di Aleria Ambrogio d'Omessa. Nel 1655 le cappelle poste lungo la parete occidentale dell'edificio furono abbattute. A loro posto venne eretta una navata laterale, intitolata a san Giuseppe. Nel 1764 Johann Conrad Werle costruì l'organo a canne.